# LTE Advanced Pro
LTE Advanced Pro (LTE-A Pro, también conocido como 4.5G, 4.5G Pro, 4.9G, Pre-5G, Proyecto 5G…) es un indicador especificado en las versiones 13 y 14 de 3GPP. Es la evolución natural de Long Term Evolution (LTE) con una velocidad de hasta Gbit/s. Incorpora muchas tecnologías que se usarán en 5G, incluyendo la modulación 256-QAM, MIMO masivo, LTE en espectro no sometido a licencia, IoT LTE, y otras, para ir adaptando las redes existentes a la 5G NR.